# Nikolaj Grjazin
Nikolaj Stanislavovič Grjazin (in russo Николай Станиславович Грязин?; 7 ottobre 1997) è un pilota di rally russo, con passaporto bulgaro.
Dal 2020 gareggia nel campionato WRC-2.
Anche suo padre Stanislav era un pilota di rally, campione russo nel 2001, e ha un fratello, Vasilij, a sua volta pilota di rally e di rallycross.

## Carriera

### 2015–2018: le serie minori e l'ERC

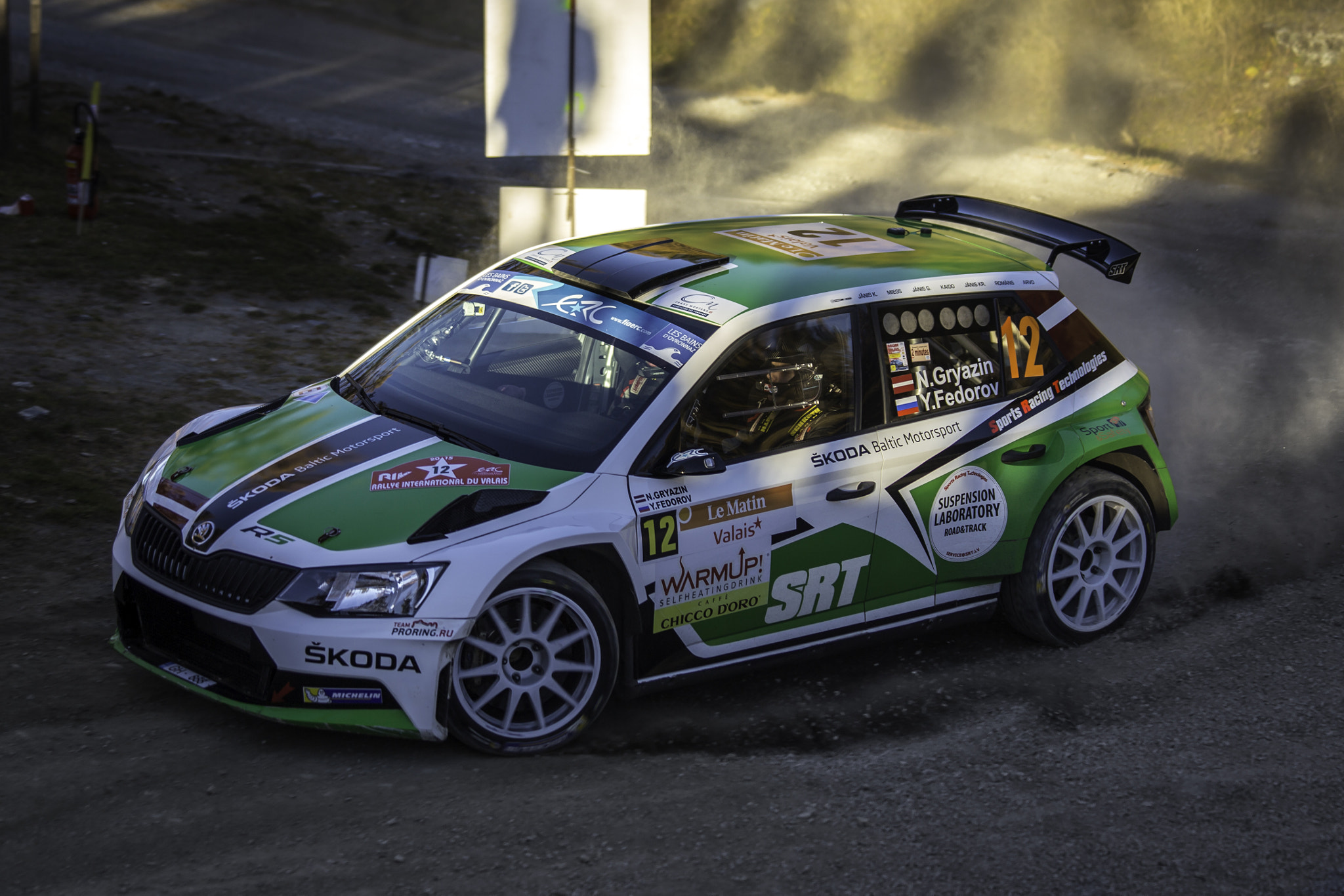
Grjazin al Rallye International du Valais nel 2015

Nel 2015 partecipò al campionato lettone e ad altre serie minori con una Peugeot 208 R2 e a fine stagione esordì nel Campionato europeo partecipando al Rallye International du Valais, in Svizzera, con una Škoda Fabia R5. Iniziò sin dagli esordi il sodalizio con il copilota Jaroslav Fëdorov, suo connazionale, che dura tuttora.

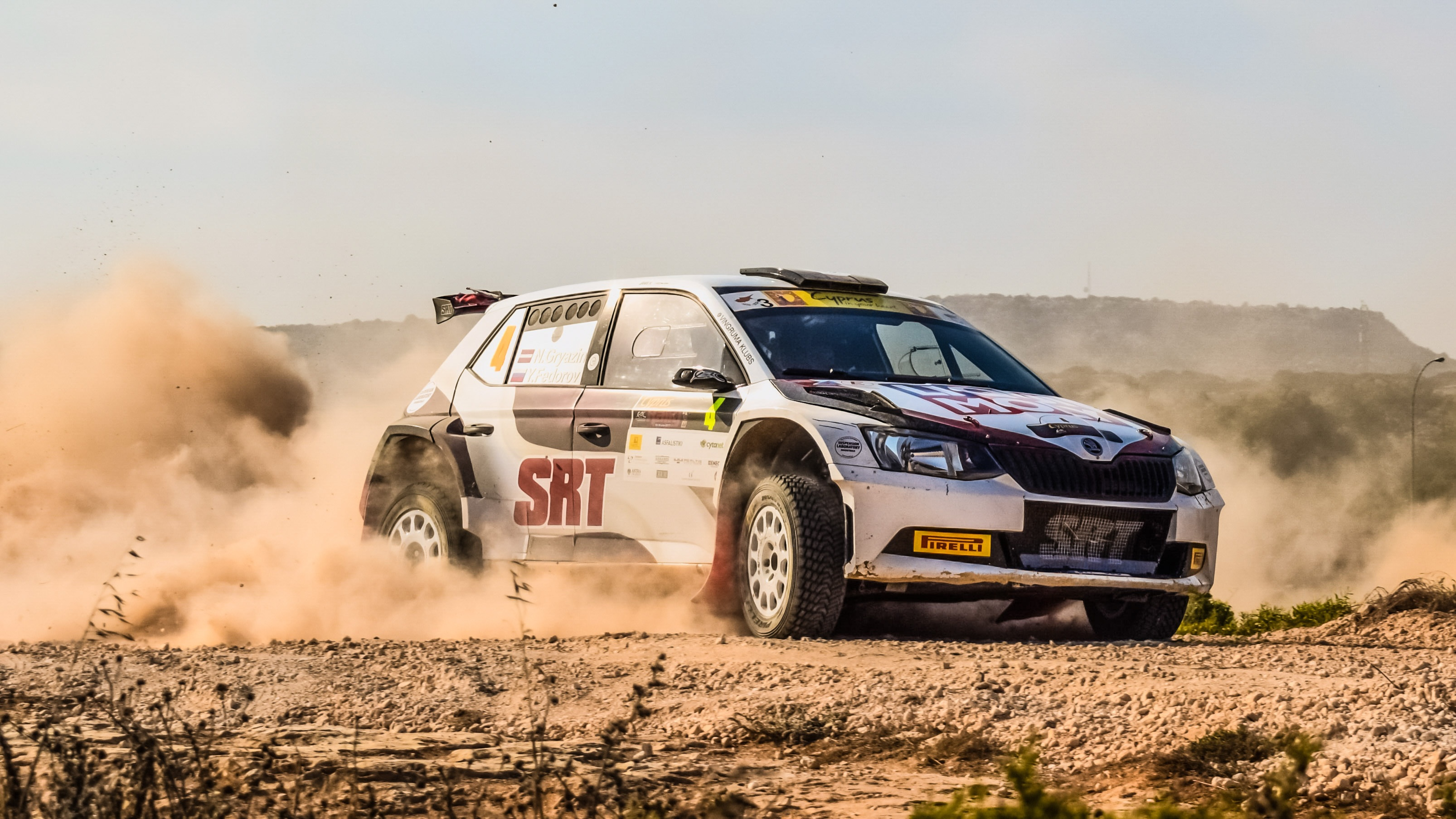
Grjazin al Rally di Cipro, prova dell'ERC, nel 2017

Nel 2016 continuò sulla falsariga dell'anno precedente, intensificando la sua presenza nell'Europeo, dove gareggiò nelle categorie ERC-3 e Junior e terminò la stagione al quarto e al settimo posto nelle rispettive classifiche generali, sempre alla guida di una 208 R2. Nel 2017 si dedicò sempre al campionato europeo ma nella classe principale (ERC) con una Škoda Fabia R5, terminando la stagione al settimo posto. Giunse inoltre secondo nel Baltic Rally Trophy, serie minore organizzata dalla FIA.
Il 2018 lo vide affermarsi nell'Europeo, disputando l'intero campionato e chiudendo al secondo posto finale alle spalle del connazionale Aleksej Luk'janjuk.

### 2019: l'esordio in WRC-2
Il 2019 fu l'anno del suo esordio nel campionato del mondo rally, dove partecipò alla serie WRC-2, dedicata ai piloti privati, sempre con una Škoda Fabia R5, conquistando il suo primo punto mondiale al rally di Finlandia, dove chiuse al decimo posto assoluto. Terminò la stagione con un quarto posto finale nella categoria WRC-2.
Nel 2020 venne ingaggiato dalla scuderia Hyundai Motorsport N per correre nuovamente nella serie cadetta con una Hyundai i20 R5 ufficiale, concludendo a punti al in Messico con un buon settimo posto assoluto.
Nel 2021 corre i primi tre rally della stagione a bordo di una Volkswagen Polo GTI R5 e di una Škoda Fabia Rally2 Evo del team Movisport SRL, cogliendo un terzo posto nel Rally Artico di Finlandia, un secondo posto al Rally dell'Acropoli e un terzo posto al Rally di Catalogna.
Nel 2022 gareggia per il team Toksport WRT a bordo di una Škoda Fabia Rally2 Evo vincendo il Rally di Sardegna nel WRC-2.
Nel 2023 corre di nuovo con Toksport sulla nuovissima Škoda Fabia RS Rally2.

## Vittorie nel mondiale rally

### WRC-2
| # | Stagione | Evento                     | Co-pilota              | Auto                   | Squadra                    |
| - | -------- | -------------------------- | ---------------------- | ---------------------- | -------------------------- |
| 1 | 2019     | Rally di Finlandia         | Yaroslav Fedorov       | Škoda Fabia R5         | Sports Racing Technologies |
| 2 | 2022     | Rally di Sardegna          | Konstantin Aleksandrov | Škoda Fabia Rally2 Evo | Toksport WRT 2             |
| 3 | 2024     | Rally di Croazia           | Konstantin Aleksandrov | Citroën C3 Rally2      | DG Sport Compétition       |
| 4 | 2024     | Rally dell'Europa Centrale | Konstantin Aleksandrov | Citroën C3 Rally2      | DG Sport Compétition       |

### WRC-2 Junior/WRC-2 Challenger
| # | Stagione | Evento                     | Co-pilota              | Auto                   | Squadra              |
| - | -------- | -------------------------- | ---------------------- | ---------------------- | -------------------- |
| 1 | 2022     | Rally di Sardegna          | Konstantin Aleksandrov | Škoda Fabia Rally2 Evo | Toksport WRT 2       |
| 2 | 2022     | Rally di Catalogna         | Konstantin Aleksandrov | Škoda Fabia Rally2 Evo | Toksport WRT 2       |
| 3 | 2023     | Rally di Monte Carlo       | Konstantin Aleksandrov | Škoda Fabia RS Rally2  | Toksport WRT 2       |
| 4 | 2023     | Rally di Croazia           | Konstantin Aleksandrov | Škoda Fabia RS Rally2  | Toksport WRT 2       |
| 5 | 2023     | Rally del Giappone         | Konstantin Aleksandrov | Škoda Fabia RS Rally2  | Toksport WRT 2       |
| 6 | 2024     | Rally di Croazia           | Konstantin Aleksandrov | Citroën C3 Rally2      | DG Sport Compétition |
| 7 | 2024     | Rally del Cile             | Konstantin Aleksandrov | Citroën C3 Rally2      | DG Sport Compétition |
| 8 | 2024     | Rally dell'Europa Centrale | Konstantin Aleksandrov | Citroën C3 Rally2      | DG Sport Compétition |

### ERC
| # | Stagione | Evento              | Co-pilota              | Auto                   | Squadra                    |
| - | -------- | ------------------- | ---------------------- | ---------------------- | -------------------------- |
| 1 | 2017     | Rally Liepāja       | Yaroslav Fedorov       | Škoda Fabia R5         | Sports Racing Technologies |
| 2 | 2018     | Rally di Polonia    | Yaroslav Fedorov       | Škoda Fabia R5         | Sports Racing Technologies |
| 3 | 2018     | Rally Liepāja       | Yaroslav Fedorov       | Škoda Fabia R5         | Sports Racing Technologies |
| 4 | 2021     | Rally Liepāja       | Konstantin Aleksandrov | Volkswagen Polo GTI R5 | -                          |
| 5 | 2025     | Rally Sierra Morena | Konstantin Aleksandrov | Škoda Fabia RS Rally2  | J2X Rally Team             |

## Risultati nel mondiale rally

### WRC
| 2019 | Scuderia | Vettura                             |  |    |  |    |  |  |    |     |    |    |  |    |    |  |  |  | Punti | Pos. |
| ---- | -------- | ----------------------------------- |  | -- |  | -- |  |  | -- | --- | -- | -- |  | -- | -- |  |  |  | ----- | ---- |
| 2019 |          | Škoda Fabia R5 e Škoda Fabia R5 Evo |  | 15 |  | 12 |  |  | 13 | Rit | 10 | 20 |  | 13 | 23 |  |  |  | 1     | 24º  |

| 2020 | Scuderia             | Vettura        |    |    |   |    |  |     |  |  |  |  |  |  |  |  |  |  | Punti | Pos. |
| ---- | -------------------- | -------------- | -- | -- | - | -- |  | --- |  |  |  |  |  |  |  |  |  |  | ----- | ---- |
| 2020 | Hyundai Motorsport N | Hyundai i20 R5 | 16 | 21 | 7 | 19 |  | Rit |  |  |  |  |  |  |  |  |  |  | 6     | 19º  |

| 2021 | Scuderia      | Vettura                                                         |    |    |     |    |     |  |     |    |    |    |    |    |  |  |  |  | Punti | Pos. |
| ---- | ------------- | --------------------------------------------------------------- | -- | -- | --- | -- | --- |  | --- | -- | -- | -- | -- | -- |  |  |  |  | ----- | ---- |
| 2021 | Movisport SRL | Volkswagen Polo GTI R5, Ford Fiesta R5 e Škoda Fabia Rally2 Evo | 12 | 12 | Rit | 10 | Rit |  | Rit | 59 | 13 | 36 | 10 | 13 |  |  |  |  | 2     | 30º  |

| 2022 | Scuderia     | Vettura                |    |     |    |    |   |  |  |     |   |    |  |    |  |  |  |  | Punti | Pos. |
| ---- | ------------ | ---------------------- | -- | --- | -- | -- | - |  |  | --- | - | -- |  | -- |  |  |  |  | ----- | ---- |
| 2022 | Toksport WRT | Škoda Fabia Rally2 Evo | 10 | Rit | 10 | 28 | 8 |  |  | Rit | 8 | 10 |  | 13 |  |  |  |  | 11    | 18º  |

| 2023 | Scuderia     | Vettura                                      |    |    |     |   |    |    |  |  |   |    |    |    |   |  |  |  | Punti | Pos. |
| ---- | ------------ | -------------------------------------------- | -- | -- | --- | - | -- | -- |  |  | - | -- | -- | -- | - |  |  |  | ----- | ---- |
| 2023 | Toksport WRT | Škoda Fabia RS Rally2 Škoda Fabia Rally2 Evo | 10 | 11 | Rit | 9 | 30 | 34 |  |  | 9 | 47 | 10 | 16 | 8 |  |  |  | 10    | 19º  |

| 2024 | Scuderia                                 | Vettura           |    |    |  |   |   |    |    |    |   |    |   |   |   |  |  |  | Punti | Pos. |
| ---- | ---------------------------------------- | ----------------- | -- | -- |  | - | - | -- | -- | -- | - | -- | - | - | - |  |  |  | ----- | ---- |
| 2024 | AEC - DG Sport Compétition SC - 911 Team | Citroën C3 Rally2 | 10 | 19 |  | 8 | 7 | 33 | 14 | 14 | 9 | 48 | 9 | 6 | 7 |  |  |  | 24    | 14º  |

| 2025 | Scuderia     | Vettura               |   |  |  |    |    |   |     |     |    |  |  |  |  |  |  |  | Punti | Pos. |
| ---- | ------------ | --------------------- | - |  |  | -- | -- | - | --- | --- | -- |  |  |  |  |  |  |  | ----- | ---- |
| 2025 | Toksport WRT | Škoda Fabia RS Rally2 | 9 |  |  | 10 | 46 | 8 | Rit | Rit | 14 |  |  |  |  |  |  |  | 7     |      |

| Legenda | 1º posto | 2º posto | 3º posto | A punti | Senza punti | Ritirato | Squalificato | NP=Non partito C=Gara cancellata | Apice=Power stage |

### WRC-2
| 2019 | Scuderia | Vettura                             |  |   |  |   |  |  |   |     |   |   |  |  |    |  |  |  | Punti | Pos. |
| ---- | -------- | ----------------------------------- |  | - |  | - |  |  | - | --- | - | - |  |  | -- |  |  |  | ----- | ---- |
| 2019 |          | Škoda Fabia R5 e Škoda Fabia R5 Evo |  | 5 |  | 2 |  |  | 5 | Rit | 1 | 5 |  |  | 11 |  |  |  | 73    | 4º   |

| 2020 | Scuderia             | Vettura        |   |   |   |   |  |     |  |  |  |  |  |  |  |  |  |  | Punti | Pos. |
| ---- | -------------------- | -------------- | - | - | - | - |  | --- |  |  |  |  |  |  |  |  |  |  | ----- | ---- |
| 2020 | Hyundai Motorsport N | Hyundai i20 R5 | 3 | 6 | 2 | 5 |  | Rit |  |  |  |  |  |  |  |  |  |  | 51    | 5º   |

| 2021 | Scuderia      | Vettura                                                         |  |   |     |   |  |  |     |   |   |   |  |  |  |  |  |  | Punti | Pos. |
| ---- | ------------- | --------------------------------------------------------------- |  | - | --- | - |  |  | --- | - | - | - |  |  |  |  |  |  | ----- | ---- |
| 2021 | Movisport SRL | Volkswagen Polo GTI R5, Ford Fiesta R5 e Škoda Fabia Rally2 Evo |  | 3 | Rit | 4 |  |  | Rit | 2 | 3 | 6 |  |  |  |  |  |  | 77    | 6º   |

| 2022 | Scuderia     | Vettura                |   |     |   |  |   |  |  |     |  |   |  |   |  |  |  |  | Punti | Pos. |
| ---- | ------------ | ---------------------- | - | --- | - |  | - |  |  | --- |  | - |  | - |  |  |  |  | ----- | ---- |
| 2022 | Toksport WRT | Škoda Fabia Rally2 Evo | 3 | Rit | 4 |  | 1 |  |  | Rit |  | 2 |  | 3 |  |  |  |  | 85    | 5º   |

| 2023 | Scuderia     | Vettura               |   |  |  |   |  |    |  |  |    |  |   |    |    |  |  |  | Punti | Pos. |
| ---- | ------------ | --------------------- | - |  |  | - |  | -- |  |  | -- |  | - | -- | -- |  |  |  | ----- | ---- |
| 2023 | Toksport WRT | Škoda Fabia RS Rally2 | 2 |  |  | 2 |  | 21 |  |  | 32 |  | 5 | 62 | 21 |  |  |  | 96    | 4º   |

| 2024 | Scuderia                   | Vettura           |   |  |  |   |  |  |   |  |  |    |   |   |   |  |  |  | Punti | Pos. |
| ---- | -------------------------- | ----------------- | - |  |  | - |  |  | - |  |  | -- | - | - | - |  |  |  | ----- | ---- |
| 2024 | AEC - DG Sport Compétition | Citroën C3 Rally2 | 3 |  |  | 1 |  |  | 6 |  |  | 21 | 2 | 1 | 1 |  |  |  | 116   | 3º   |

| 2025 | Scuderia     | Vettura               |  |  |  |   |  |  |  |     |  |  |  |  |  |  |  |  | Punti | Pos. |
| ---- | ------------ | --------------------- |  |  |  | - |  |  |  | --- |  |  |  |  |  |  |  |  | ----- | ---- |
| 2025 | Toksport WRT | Škoda Fabia RS Rally2 |  |  |  | 3 |  |  |  | Rit |  |  |  |  |  |  |  |  | 15    |      |

| Legenda | 1º posto | 2º posto | 3º posto | A punti | Senza punti | Ritirato | Squalificato | NP=Non partito C=Gara cancellata | Apice=Power stage |

### WRC-2 Junior/WRC-2 Challenger
| 2022 | Scuderia       | Vettura                |   |     |   |  |   |  |  |     |  |   |  |   |  |  |  |  | Punti | Pos. |
| ---- | -------------- | ---------------------- | - | --- | - |  | - |  |  | --- |  | - |  | - |  |  |  |  | ----- | ---- |
| 2022 | Toksport WRT 2 | Škoda Fabia Rally2 Evo | 2 | Rit | 2 |  | 1 |  |  | Rit |  | 2 |  | 1 |  |  |  |  | 104   | 2º   |

| 2023 | Scuderia                      | Vettura               |   |  |  |   |  |    |  |  |   |  |   |   |   |  |  |  | Punti | Pos. |
| ---- | ----------------------------- | --------------------- | - |  |  | - |  | -- |  |  | - |  | - | - | - |  |  |  | ----- | ---- |
| 2023 | Toksport WRT 2 Toksport WRT 3 | Škoda Fabia RS Rally2 | 1 |  |  | 1 |  | 18 |  |  | 2 |  | 2 | 5 | 1 |  |  |  | 121   | 2º   |

| 2024 | Scuderia                   | Vettura           |   |  |  |   |  |  |   |  |  |    |   |   |   |  |  |  | Punti | Pos. |
| ---- | -------------------------- | ----------------- | - |  |  | - |  |  | - |  |  | -- | - | - | - |  |  |  | ----- | ---- |
| 2024 | AEC - DG Sport Compétition | Citroën C3 Rally2 | 2 |  |  | 1 |  |  | 4 |  |  | 20 | 1 | 1 | 1 |  |  |  | 130   | 2º   |

| 2025 | Scuderia     | Vettura               |  |  |  |   |  |  |  |     |  |  |  |  |  |  |  |  | Punti | Pos. |
| ---- | ------------ | --------------------- |  |  |  | - |  |  |  | --- |  |  |  |  |  |  |  |  | ----- | ---- |
| 2025 | Toksport WRT | Škoda Fabia RS Rally2 |  |  |  | 2 |  |  |  | Rit |  |  |  |  |  |  |  |  | 17    |      |

| Legenda | 1º posto | 2º posto | 3º posto | A punti | Senza punti | Ritirato | Squalificato | NP=Non partito C=Gara cancellata | Apice=Power stage |

## Risultati nel campionato europeo
| Anno | Scuderia                   | Vettura                       | 1       | 2      | 3       | 4       | 5       | 6       | 7      | 8      | 9      | 10      | Pos. | Punti |
| ---- | -------------------------- | ----------------------------- | ------- | ------ | ------- | ------- | ------- | ------- | ------ | ------ | ------ | ------- | ---- | ----- |
| 2015 | Sports Racing Technologies | Škoda Fabia R5                | JAN     | LIE    | IRL     | AZZ     | YPR     | EST     | BAR    | CIP    | ACR    | VAL 6   | 34°  | 10    |
| 2016 | Sports Racing Technologies | Peugeot 208 R2 Škoda Fabia R5 | ISO     | IRL 20 | ACR     | AZZ Rit | YPR Rit | EST Rit | RZE 13 | BAR 27 | LIE 27 | CIP Rit | NC   | 0     |
| 2017 | Sports Racing Technologies | Škoda Fabia R5                | AZZ 5   | ISO 11 | ACR Rit | CIP 29  | RZE Rit | BAR 14  | ROM 8  | LIE 1  |        |         | 7°   | 59    |
| 2018 | Sports Racing Technologies | Škoda Fabia R5                | AZZ     | ISO 2  | ACR     | CIP     | ROM 20  | BAR 4   | POL 1  | LIE 1  |        |         | 2°   | 129   |
| 2019 | Sports Racing Technologies | Škoda Fabia R5                | AZZ     | ISO    | LIE     | POL     | ROM Rit | BAR Rit | CIP    | UNG    |        |         | NC   | 0     |
| 2020 | -                          | Hyundai i20 R5                | ROM     | LIE 20 | FAF     | UNG     | ISO     |         |        |        |        |         | 34°  | 3     |
| 2021 | -                          | Volkswagen Polo GTI R5        | POL Rit | LIE 1  | ROM 21  | BAR     | AZZ     | SER     | UNG 22 | ISO    |        |         | 9°   | 34    |
| 2023 | -                          | Škoda Fabia RS Rally2         | SER     | ISO    | POL     | LIE     | SCA 4   | ROM     | BAR    | UNG    |        |         | 23°  | 21    |
| 2024 | SC - 911 Team              | Citroën C3 Rally2             | UNG     | ISO    | SCA     | EST 3   | ROM     | BAR     | CER    | SIL    |        |         | 24°  | 21    |
| 2025 | J2X Rally Team             | Škoda Fabia RS Rally2         | SIE 12  | UNG    | SCA     | POL     | ROM     | BAR     | CER    | CRO    |        |         |      | 34    |